# Monte Bernorio
El monte Bernorio es una elevación situada junto a la localidad de Villarén de Valdivia, al norte de la provincia de Palencia (España) en la que se han localizado importantes vestigios arqueológicos, además de restos de una ciudad fortificada cántabra, que superando las 120 ha es una de las más grandes halladas en España y también en Europa. Este oppidum es uno de los yacimientos arqueológicos más importantes de la época prerromana en la península, también conocido como castro de monte Bernorio.

## Ubicación
El monte Bernorio es una montaña de 1170 m s. n. m. cuya cima tiene una forma plana que se extiende en unas 28 ha. Dominando una gran llanura, se encuentra junto a la localidad de Villarén de Valdivia, que pertenece al municipio de Pomar de Valdivia, en la Montaña Palentina, a 7 km de Aguilar de Campoo y próximo a la autovía Cantabria-Meseta.

## Conservación
A pesar de atesorar la historia de más de 1400 años en su cumbre, de su carácter emblemático en la historiografía de la Edad del Hierro y de haber sido declarado bien de interés cultural en 1992, el yacimiento de monte Bernorio se ve amenazado por la agresión que supondría, de llevarse a cabo, el proyecto de instalación de un parque eólico con 24 aerogeneradores. Este es el motivo por el que ha sido incluido en la Lista roja del patrimonio en peligro de España, de la asociación Hispania Nostra. Este proyecto ha sido objeto de un importante rechazo popular, considerándolo una agresión patrimonial de máximo nivel.

## Yacimiento arqueológico
Ubicado en un lugar estratégico desde el que se domina una gran llanura, ocupada en la actualidad por unas 40 poblaciones, este impresionante cerro ha sido utilizado como castro y fortaleza. 
Las primeras extracciones arqueológicas fueron llevadas a cabo en 1890, por encargo de Claudio López Bru, segundo Marqués de Comillas. A lo largo de las diversas campañas arqueológicas realizadas han sido localizadas buena cantidad de construcciones y utensilios que atestiguan los sucesos allí acaecidos, que abarcan desde la Edad del Bronce a la Edad Media, Los últimos trabajos de investigación han sido financiados por entidades públicas, principalmente la Diputación de Palencia, y en los mismos han colaborado entidades como la Universidad Complutense de Madrid, la Universidad de Frankfurt y la Universidad de Oxford.
Según estas investigaciones, el monte fue ocupado ininterrumpidamente desde el siglo VIII a. C. hasta el siglo I a. C., aunque existen indicios de ocupación durante el Calcolítico y la Edad del Bronce (3000-2000 a. C.). Durante la prospección de 2006 fueron halladas cerámicas, armamento y elementos de adorno de la Edad del Hierro, además de restos óseos de un bebé.
El perímetro de la montaña se hallaba rodeado por una muralla, algunos de cuyos restos han sido encontrados, además de otra interior que protegía la acrópolis. En la campaña de 2007, aparecieron los primeros muros de piedra y adobe cocido de las viviendas, además de objetos personales, armamento y restos de fauna. También fueron encontrados los restos de otro bebé.
El yacimiento se completa con los restos de un campamento romano de más de 18 ha (el más grande hallado en la península ibérica) ubicado a 2 km, en el alto de Castillejo (Pomar de Valdivia), desde el que previsiblemente dos legiones acometieron el asedio. En su interior se han encontrado numerosos restos de material militar: puntas de flecha, tachuelas de caligae, regatones de postes de tienda de campaña, un pilum, restos de bronce del equipamiento legionario y algunas monedas.
El yacimiento fue declarado, en 1992, Bien de Interés Cultural, con la categoría de zona arqueológica. A pesar de que la Junta de Castilla y León cesó en 2004 sus aportaciones económicas para subvencionar las excavaciones, éstas han continuado gracias a las ayudas de la Diputación de Palencia y los ayuntamientos de la comarca. Gracias a estos apoyos, se creó el Instituto Monte Bernorio de Estudios de la Antigüedad del Cantábrico, que proyectó en 2009 la creación de un centro de interpretación de este yacimiento.
Los últimos hallazgos realizados en el Bernorio confirman este yacimiento como uno de los más importantes de Europa.

## Castro cántabro
El castro de monte Bernorio ha sido identificado por algunos autores como la ciudad cántabra de Bergida, que fue la primera atacada por las legiones romanas durante las guerras cántabras, cuyos habitantes se supone que huyeron al monte Vindio, aunque a esta mítica ciudad le han sido atribuidas otras varias localizaciones.
Algunas partes del castro se encuentran deterioradas a causa de la erosión, las labores agrícolas, y a combates durante la guerra civil española, en octubre de 1936, en que el monte fue también utilizado como fortaleza. En su interior se han encontrado restos de viviendas y fragmentos de cerámica.
También se encontró una reja de arado, y otros instrumentos para la agricultura que indican la importancia que tuvo esta práctica dentro del enclave.

## Batalla del monte Bernorio
En el siglo I a. C., el Imperio romano comenzó su asalto definitivo a los territorios dominados por cántabros y astures, llevado a cabo por el emperador César Augusto. En las proximidades de Pomar de Valdivia se hallaron los restos de un campamento romano de grandes dimensiones, uno de los más grandes de Europa, estudiado por Eduardo Peralta Labrador, desde el cual se llevó a cabo el ataque y destrucción de la fortaleza de monte Bernorio, parece ser que a cargo de la poderosa Legio IIII Macedonica. Por las dimensiones de este campamento, Peralta mantiene que tuvo que ser ocupado, como mínimo, por dos legiones. La gran cantidad de proyectiles de artillería romana hallados en la zona dejan constancia de que el asedio a que fue sometido el castro se produjo a gran escala, como lo prueban las puntas de flecha, puntas de proyectil de ballesta y bolas de piedra de distintos calibres encontrados. También se han encontrado evidencias de que el núcleo principal fue destruido por un incendio, posiblemente provocado tras su toma.

## Acrópolis
Tras el sometimiento definitivo de los cántabros, los romanos aprovecharon las cimentaciones ya existentes para convertir la zona de la Acrópolis, en un castellum, que ocuparon desde el siglo I a. C. hasta el siglo I, aprovechando su situación estratégica para ejercer el control de todo el territorio adyacente.